# Semulut
Semulut is een bestuurslaag in het regentschap Bangka Barat van de provincie Bangka-Belitung, Indonesië. Semulut telt 2074 inwoners (volkstelling 2010).